# Zubia
Zubia, proveniente del árabe hispánico zúbya, y este del árabe clásico zubyah, que significa en árabe «lugar donde fluye el agua» o «corriente de agua en un arenal», hace referencia a un lugar por donde corre, o donde afluye, mucha agua.